# SpaceX Crew-2
SpaceX Crew-2 är uppdragsbeteckningen för den tredje bemannade rymdfärden med en Dragon 2-rymdfarkost från SpaceX. Farkosten sköts upp med en Falcon 9-raket från Kennedy Space Center LC-39A den 23 april 2021. Flygningens destination är den Internationella rymdstationen (ISS). Farkosten dockade med rymdstationen den 24 april 2021.
Efter dockningen blev besättningen en del av Expedition 65s arbete ombord på rymdstationen.
Den 21 juli 2021 flyttades farkosten från IDA-2 till IDA-3 för att ge plats åt CST-100 Starliner.
Farkosten lämnade rymdstationen den 8 november 2021, några timmar senare återinträdde den i jordens atmosfär och landade i Mexikanska golfen.

## Besättning
| Befälhavare    | Robert S. Kimbrough, NASA Hans tredje rymdfärd |
| Pilot          | K. Megan McArthur, NASA Hennes andra rymdfärd  |
| Flygingenjör 1 | Akihiko Hoshide, JAXA Hans tredje rymdfärd     |
| Flygingenjör 2 | Thomas Pesquet, ESA Hans andra rymdfärd        |

## Backup
| Flygingenjör 1 | Satoshi Furukawa, JAXA |
| Flygingenjör 2 | Matthias Maurer, ESA   |